# American Girl
"American Girl" este un cântec al cantareței si compozitoarei americane de muzică pop Bonnie McKee. Cantecul a fost scris de McKee, Jon Asher, Josh Abraham, Oliver Goldstein, Alex Drury, și Jacknife Lee. Acesta a fost produs de Avraam și Goldstein, cu o producție suplimentară de Matt Rad și producție vocală și inginerie de Sean Walsh. Acesta a fost lansat pe data de 23 iulie 2013, astfel cum primul single de pe al doilea album de studio.

## Videoclipul
Un videoclip de promovare cu buze-sincronizare a fost lansat pe YouTube pe data de 26 iunie 2013 pentru lansarea cântecului. Videoclipul are mai multe celebritati, printre care Macklemore, Carly Rae Jepsen, Kiss, Katy Perry, Karmin, și Ke$ha. Videoclipul oficial pentru "American Girl" a fost regizat de Justin Francis, și a avut premiera pe canalul lui McKee de VEVO pe data de 22 iulie 2013 și a depășit un număr de 22 de milioane de vizualizări. McKee a declarat în timpul unui chat cu Ustream în 1 iulie 2013, ca videoclipul a fost inspirat de filmul Spring Breakers. "A fost inspirat Spring Breakers... furăm o mașină, mergem la mall și alte chestii americane. Dansez de asemenea mult de tot." In videoclip apare McKee și câteva prietene care stau pe marginea trotuarului și beau un suc cu multă gheață (probabil amestecat cu alcool) în timp ce face cu ochii la un tip chipes. Și apoi trec pe la un magazin 7-Eleven pentru niște gustări, fetele se stabileasc pentru o zi la piscină, complet cu jucării de apă din plastic. "Comparațiile au fost întocmite între videoclipul pentru "American Girl" și cel a lui Katy Perry pentru "Teenage Dream", care McKee a compus.